# Fursac
Fursac is een gemeente in het Franse departement Creuse in de regio Nouvelle-Aquitaine. De gemeente maakt deel uit van het arrondissement Guéret. Fursac telde op 1 januari 2022 1.433 inwoners.

## Geschiedenis
De gemeente is op 1 januari 2017 ontstaan door de fusie van de buurgemeenten Saint-Étienne-de-Fursac en Saint-Pierre-de-Fursac tot een commune nouvelle. Voor die tijd deelden de gemeenten al een gezamenlijk gemeentehuis.

## Geografie
De oppervlakte van Fursac bedraagt 59,03 km², de bevolkingsdichtheid is 25 inwoners per km² (per 1 januari 2019).
In de gemeente liggen verschillende dorpen en gehuchten zoals Chabannes, Cros, Follasseau, La Forêt, Lascaugiraud, Lavaud-Barraut, Le Peux, Mailletard en Ribbes.
De onderstaande kaart toont de ligging van Fursac met de belangrijkste infrastructuur en aangrenzende gemeenten.

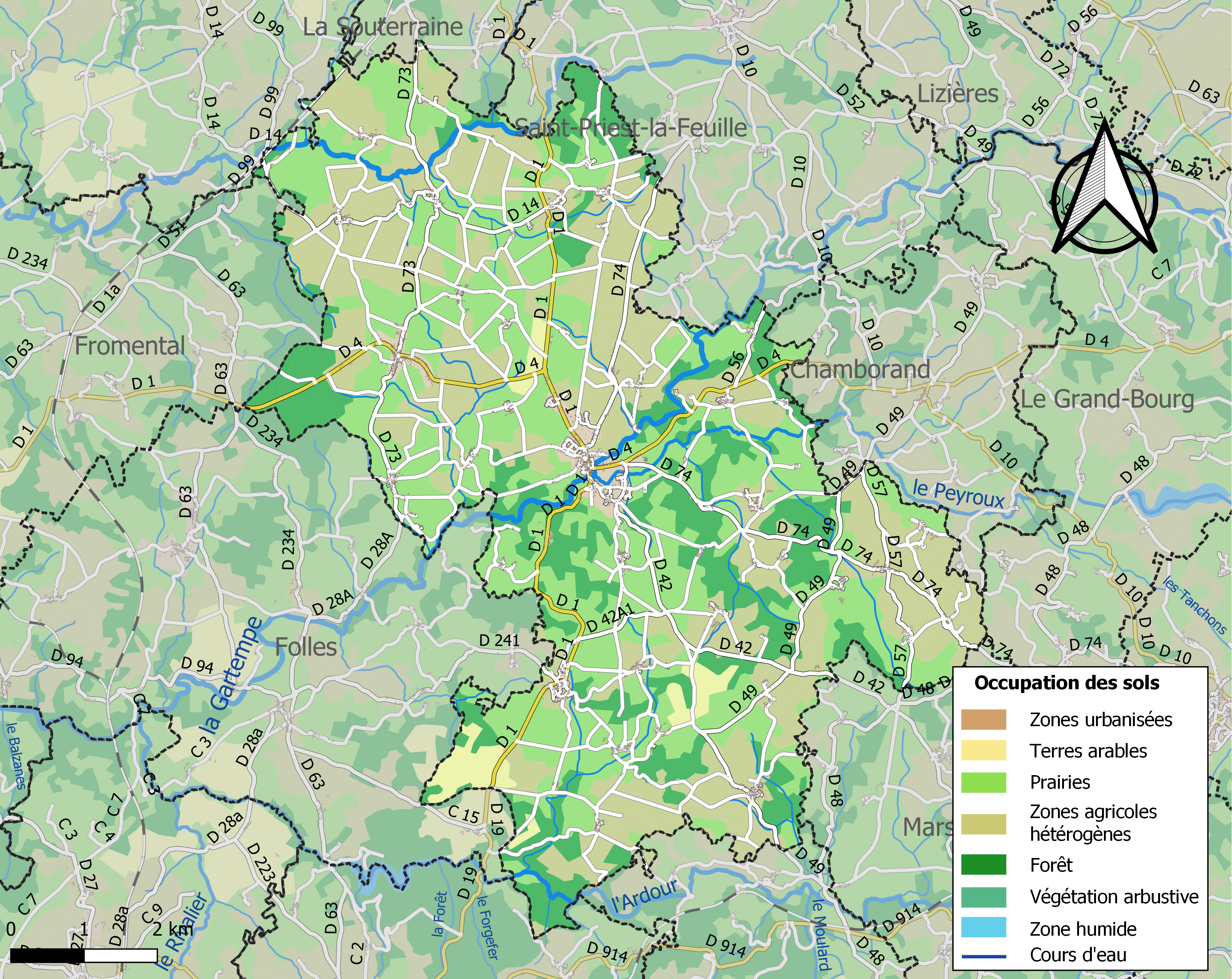